# Moses Mosop
Moses Cheruiyot Mosop (Kamasia vlak bij Kapsowar, Marakwet, 7 juli 1985) is een Keniaanse langeafstandsloper. Hij nam eenmaal deel aan de Olympische Spelen, maar won hierbij geen medailles. Hij heeft het wereldrecord op de zelden gelopen 25.000 m en de 30.000 m in handen.

## Biografie

### Hardlopen op school
Mosop is geboren als vierde van negen kinderen. Zijn ouders waren boer en hadden zeven hectare land. Hij begon met het lopen van hardloopwedstrijden op de middelbare chool. Op het Keniaans scholenkampioenschap van 2002 werd hij tweede op de 10.000 m en derde op de 3000 m steeple. Voordat hij deelnam aan de Keniaanse selectiewedstrijd voor de wereldkampioenschappen veldlopen, trainde hij in het Keniaanse leger. Hij werd bij deze selectiewedstrijd derde en mocht in 2002 deelnemen aan de WK veldlopen voor junioren. Op deze, voor hem eerste, internationale wedstrijd eindigde hij op een tiende plaats. Een jaar later verbeterde hij zichzelf tot een zevende plaats op de WK veldlopen voor junioren.

### Olympische Spelen
In 2004 werd hij tweede bij de Zevenheuvelenloop in een snelle 42.25. Alleen de Ethiopiër Sileshi Sihine liep deze wedstrijd sneller met een finishtijd van 41.38. De prestatie van Mosop geldt nog altijd als beste juniorenprestatie. In datzelfde jaar maakte hij zijn olympisch debuut bij de Spelen van Athene. Hij vertegenwoordigde zijn land alleen op de 10.000 m. Met een tijd van 27.46,61 werd hij zevende. Deze wedstrijd werd gewonnen door Kenenisa Bekele met een verbetering van het olympisch record tot 27.05,10. Een jaar later viel hij op de wereldkampioenschappen in Helsinki wel in de prijzen. Zijn 27.08,96 op de 10.000 m was toen goed voor een bronzen medaille. In 2006 won hij een gouden medaille bij de Keniaanse kampioenschappen op de 10.000 m.

### Overstap naar wegwedstrijden
In 2010 werd Moses Mosop tiende op het WK halve marathon. Een jaar later maakte hij zijn marathondebuut bij de Boston Marathon. Met 2:03.06 kwam hij als tweede over de finish en liep de tweede snelste tijd ooit gelopen op deze afstand. In de slotfase van de wedstrijd liep hij lange tijd zij aan zij met zijn 29-jarige landgenoot Geoffrey Mutai, maar moest in de eindsprint het onderspit delven. Deze prestatie is echter niet officieel erkend door de IAAF, omdat het parcours van Boston van A naar B loopt en te veel hoogteverschil heeft. Het hoogteverschil van het parcours bedraagt namelijk 140 m, terwijl maximaal één meter per kilometer parcours is toegestaan. Beide lopers ondervonden in deze wedstrijd een forse wind in de rug op het aflopende parcours.

### Twee wereldrecords in één wedstrijd
Op 4 juni 2011 deed Mosop tijdens de Diamond League-wedstrijd in het Amerikaanse Eugene een aanval op het wereldrecord op de 30.000 m. Hij slaagde hierin en verbeterde het record tot 1:26.47,4. Ook bleek zijn tussentijd op de 25.000 m van 1:12.45,4 goed voor een wereldrecord op deze afstand. Beide records waren al sinds 1981 in handen van de Japanner Toshihiko Seko. Zowel de 25.000 m als de 30.000 m staan bij grote internationale atletiekontmoetingen overigens zelden op het programma. Mosop passeerde alle atleten minimaal twee keer. Toen hij drie minuten binnen was, finishte Abel Kirui als tweede in deze wedstrijd. Na afloop meldde Mosop: "Dertig kilometer op de baan vergt veel van je concentratie. Dit was een geweldige voorbereiding voor mijn komende marathons."
Dat dit geen grootspraak was geweest, bleek al gauw. In oktober snelde Mosop naar zijn eerste grote overwinning: in Chicago, een van de marathons die deel uitmaakt van de World Marathon Majors, zegevierde hij in 2:05.37, weliswaar boven zijn onwaarschijnlijk snelle debuut in Boston, maar snel genoeg voor een verbetering van het bestaande parcoursrecord met vier seconden van niemand minder dan olympisch kampioen Samuel Wanjiru.
Mosop is getrouwd met Florence Kiplagat, wereldkampioene veldlopen 2009 en halve marathon 2010 en had daarvoor Rose Cheruiyot als echtgenote, Keniaans kampioene veldlopen 2001 en 2005. Moses Mosop en Florence Kiplagat praten liever niet over hun huwelijk. Het hardlopen is belangrijker, zeggen ze. Hij is vader van twee kinderen: Olympia Cheptoo (2004 van Cheruiyot) en Aisha (2008 van Kiplagat). Zijn broers Elias Mosop en Philemon Mosop zijn ook hardlopers.

## Titels
- Keniaans kampioen 10.000 m - 2006

## Statistieken

### Persoonlijke records
Baan
| Onderdeel | Prestatie      | Datum        | Plaats   |
| --------- | -------------- | ------------ | -------- |
| 3000 m    | 7.36,88        | 11 juli 2006 | Lausanne |
| 5000 m    | 12.54,46       | 8 juli 2006  | Parijs   |
| 10.000 m  | 26.49,55       | 26 mei 2007  | Hengelo  |
| 20.000 m  | 58.02,0        | 3 mei 2011   | Eugene   |
| 25.000 m  | 1:12.25,0 (WR) | 3 juni 2011  | Eugene   |
| 30.000 m  | 1:26.47,4 (WR) | 3 juni 2011  | Eugene   |

Weg
| Onderdeel      | Prestatie | Datum            | Plaats    |
| -------------- | --------- | ---------------- | --------- |
| 10 km          | 28.04     | 21 november 2004 | Nijmegen  |
| 15 km          | 42.25     | 21 november 2004 | Nijmegen  |
| 20 km          | 58.20     | 15 april 2012    | Rotterdam |
| halve marathon | 59.20     | 21 maart 2010    | Milaan    |
| 25 km          | 1:13.08   | 15 april 2012    | Rotterdam |
| 30 km          | 1:28.01   | 15 april 2012    | Rotterdam |
| marathon       | 2:05.03   | 15 april 2012    | Rotterdam |

### Prestatieontwikkeling
| Jaar | 3000 m  | 5000 m   | 10.000 m | halve marathon | marathon |
| ---- | ------- | -------- | -------- | -------------- | -------- |
| 2001 | 8.45,1  | -        | -        | -              | -        |
| 2002 | -       | -        | 28.40,6  | -              | -        |
| 2003 | 7.45,70 | 13.11,75 | 27.13,66 | -              | -        |
| 2004 | 7.41,78 | 13.09,68 | 27.30,66 | -              | -        |
| 2005 | 7.42,96 | 13.06,83 | 27.08,96 | -              | -        |
| 2006 | 7.36,88 | 12.54,46 | 27.17,00 | -              | -        |
| 2007 | 7.45,83 | 13.07,89 | 26.49,55 | -              | -        |
| 2008 | -       | -        | -        | -              | -        |
| 2009 | -       | -        | -        | -              | -        |
| 2010 | -       | -        | -        | 59.20          | -        |
| 2011 | -       | -        | -        | 1:01.47        | 2:05.37  |
| 2012 | -       | -        | -        | 1:01.41        | 2:05.03  |
| 2013 | -       | -        | -        | 1:01.52        | 2:11.19  |
| 2014 | -       | -        | -        | -              | -        |
| 2015 | -       | -        | -        | -              | 2:06.19  |
| 2016 | -       | -        | -        | -              | 2:09.33  |

## Palmares

### 3000 m
- 2003:  Napels - 7.48,90
- 2003:  Spitzen Leichtathletik Luzern  - 7.45,70
- 2004:  Meeting de Madrid - 7.41,78
- 2005:  Meeting de Madrid - 7.42,96

### 5000 m
- 2003: 4e Notturna di Milano - 13.18,36
- 2003: 4e Athletissima - 13.11,75
- 2003:  Sotteville Meeting - 13.16,53
- 2003:  Sonatrach Meeting in Algiers - 13.39,63
- 2003: 9e Wereldatletiekfinale - 13.35,51
- 2004: 5e FBK Games - 13.09,68
- 2005:  FBK Games - 13.14,69
- 2005:  Grand Prix Regione Lombardia in Milaan - 13.18,73
- 2005:  Meeting de Atletismo Sevilla - 13.06,83
- 2005:  Bislett Games – 13.07,81
- 2006:  Meeting Gaz de France – 12.54,46
- 2007: 4e Golden Spike in Ostrava - 13.07,89

### 10.000 m
- 2003: 10e Keniaanse WK Trials in Nairobi - 28.56,6
- 2003: 5e Afrikaanse Spelen
- 2004: 5e Golden Spike in Ostrava - 27.30,66
- 2004:  Keniaanse olympische Trials in Nairobi - 28.07,0
- 2004: 7e OS - 27.46,61
- 2005:  Keniaanse WK Trials in Nairobi - 27.51,8
- 2005:  WK - 27.08,96
- 2006:  FBK Games - 27.17,00
- 2006:  Keniaanse kamp. in Nairobi - 28.18,1
- 2007:  FBK Games - 26.49,55

### 10 km
- 2003: 4e Giro Media Blenio in Dongio - 28.50,2
- 2004: 4e Counseil General in Marseille - 29.39
- 2006:  Giro Media Blenio in Dongio - 28.27,6
- 2008:  Giro Media Blenio in Dongio - 29.01,6
- 2008:  Giro al Sas in Trento - 28.29
- 2009:  Giro Media Blenio in Dongio - 28.52,6
- 2010:  Giro Media Blenio in Dongio - 29.05,2
- 2011:  BAA in Boston - 28.29

### 15 km
- 2004:  Zevenheuvelenloop - 42.25
- 2010: 6e Zevenheuvelenloop - 43.09

### halve marathon
- 2010:  halve marathon van Milaan - 59.20
- 2010: 10e WK in Nanning - 1:01.31
- 2011:  halve marathon van Parijs - 1:01.47
- 2012: 6e halve marathon van Parijs - 1:02.00

### 30.000 m
- 2011:  Prefontaine Classic – 1:26.47,4

### marathon
- 2011:  Boston Marathon - 2:03.06
- 2011:  Chicago Marathon - 2:05.37
- 2012:  marathon van Rotterdam - 2:05.03
- 2013: 8e Chicago Marathon - 2:11.19
- 2014: 12e marathon van Praag - 2:20.37
- 2015:  marathon van Xiamen - 2:06.19
- 2016:  marathon van Dongying - 2:09.33

### veldlopen
- 2002: 10e WK U20 in Dublin - 23.58
- 2003: 7e WK U20 in Avenches - 23.17
- 2005: 18e WK lange afstand in Saint Galmier - 36.51
- 2007:  WK in Mombasa - 36.13
- 2009: 11e WK in Amman - 35.17